# Дисциновые
Дисци́новые (лат. Discinaceae) — семейство грибов, входящее в порядок Пецицевые (Pezizales).

## Описание
Плодовые тела — обычно наземные апотеции разнообразной формы, некоторые — птихотеции (то есть подземные аскомы, не использующие активный способ распространения спор). Располагаются непосредственно на субстрате или на ножковидном отростке. Гимений хорошо заметен, состоит из неамилоидных асков и межасковых парафиз. Аски с восемью высвобождающимися при созревании у апотециев и не высвобождающимися у птихотециев спорами. Споры обычно — с одной или двумя маслянистыми каплями, гладкие или орнаментированные, иногда с выраженными выростом в основании.
Шляпка блюдцеобразная, диаметром 3—12 см, складчатая, морщинистая, тонкая, цвет верхней поверхности коричневый и его оттенков, цвет нижней поверхности белый, кремовый. 
Запах и вкус отсутствуют. 
Представители рода строчок содержат сильнодействующие токсины — гиромитрины. Дисцина щитовидная условно съедобна. Гриб может использоваться для сушки. 

## Экология
Растёт в хвойных и смешанных лесах на органических остатках хвои, листьев, опилок, древесины, на песчанной почве у лесных дорог, оврагов, на поляна, редколесье. 
Растёт одиночно или группами, иногда обильно в те же сроки что и сморчки и строчки (весной, сразу после схода снега). 

## Таксономия
Семейство объединяет пять филогенетически близких друг другу родов, ранее включаемых в семейство Гельвелловые (Helvellaceae).

### Синонимы
- Hydnotryaceae M.Lange, 1956, nom. inval.

### Роды
- Discina (Fr.) Fr., 1849 — Дисцина
- Gymnohydnotrya B.C. Zhang & Minter, 1989
- Gyromitra Fr. 1849, nom. cons. — Строчок
- Hydnotrya Berk. & Broome, 1846
- Pseudorhizina Jacz., 1913